# Rugby-Union-Afrikameisterschaft 2018
Die Rugby-Union-Afrikameisterschaft 2018 (englisch 2018 Rugby Africa Cup, französisch Coupe d’Afrique de rugby à XV 2018) war die 18. Ausgabe der afrikanischen Kontinentalmeisterschaft in der Sportart Rugby Union. Darin zusammengefasst waren drei nach Stärkeklassen abgestufte Wettbewerbe namens Gold Cup, Silver Cup und Bronze Cup. Der Gold Cup war zusätzlich Teil der Qualifikation für die Weltmeisterschaft 2019. Insgesamt nahmen 16 Mannschaften teil. Den Afrikameistertitel gewann zum achten Mal Namibia.

## Gold Cup

### Tabelle
Für einen Sieg gab es vier Punkte, für ein Unentschieden zwei Punkte, bei einer Niederlage null Punkte. Je einen Bonuspunkt gab es für das Erzielen von vier Versuchen oder bei einer Niederlage mit sieben oder weniger Spielpunkten Unterschied.
|    | Land     | Spiele | Siege | Unent. | Ndlg. | Spiel- punkte | Diff. | Bonus- punkte | Tabellen- punkte |
| -- | -------- | ------ | ----- | ------ | ----- | ------------- | ----- | ------------- | ---------------- |
| 1. | Namibia  | 5      | 5     | 0      | 0     | 347:69        | + 278 | 5             | 25               |
| 2. | Kenia    | 5      | 4     | 0      | 1     | 206:135       | + 71  | 1             | 17               |
| 3. | Uganda   | 5      | 2     | 0      | 3     | 160:172       | − 12  | 1             | 9                |
| 4. | Tunesien | 5      | 2     | 0      | 3     | 66:279        | − 213 | 3             | 9                |
| 5. | Simbabwe | 5      | 1     | 1      | 3     | 139:162       | − 23  | 2             | 8                |
| 6. | Marokko  | 5      | 0     | 1      | 4     | 96:197        | − 101 | 1             | 3                |

### Ergebnisse
| 16. Juni 2018 13:30 CAT | Simbabwe        | 23 : 23 | Marokko | Police Grounds, Harare Zuschauer: 5000 Schiedsrichter: Quinton Immelman (Südafrika) |
| 16. Juni 2018 13:30 CAT | (14:16) Bericht |         |         | Police Grounds, Harare Zuschauer: 5000 Schiedsrichter: Quinton Immelman (Südafrika) |

| 16. Juni 2018 16:00 CAT | Namibia        | 55 : 6 | Uganda | Hage-Geingob-Stadion, Windhoek Zuschauer: 3000 Schiedsrichter: Cwengile Jadeweni (Südafrika) |
| 16. Juni 2018 16:00 CAT | (26:3) Bericht |        |        | Hage-Geingob-Stadion, Windhoek Zuschauer: 3000 Schiedsrichter: Cwengile Jadeweni (Südafrika) |

| 23. Juni 2018 16:00 CAT | Namibia        | 118 : 0 | Tunesien | Hage-Geingob-Stadion, Windhoek Zuschauer: 2000 Schiedsrichter: Quinton Immelman (Südafrika) |
| 23. Juni 2018 16:00 CAT | (52:0) Bericht |         |          | Hage-Geingob-Stadion, Windhoek Zuschauer: 2000 Schiedsrichter: Quinton Immelman (Südafrika) |

| 23. Juni 2018 17:00 WAT | Marokko        | 24 : 28 | Kenia | Stade du C.O.C., Casablanca Zuschauer: 800 Schiedsrichter: Sébastien Minery (Frankreich) |
| 23. Juni 2018 17:00 WAT | (10:7) Bericht |         |       | Stade du C.O.C., Casablanca Zuschauer: 800 Schiedsrichter: Sébastien Minery (Frankreich) |

| 30. Juni 2018 15:00 EAT | Kenia           | 45 : 36 | Simbabwe | RFUEA Ground, Nairobi Zuschauer: 5000 Schiedsrichter: Tual Trainini (Frankreich) |
| 30. Juni 2018 15:00 EAT | (33:17) Bericht |         |          | RFUEA Ground, Nairobi Zuschauer: 5000 Schiedsrichter: Tual Trainini (Frankreich) |

| 30. Juni 2018 16:00 WAT | Marokko        | 7 : 63 | Namibia | Stade du C.O.C., Casablanca Zuschauer: 600 Schiedsrichter: Adrien Descottes (Frankreich) |
| 30. Juni 2018 16:00 WAT | (0:35) Bericht |        |         | Stade du C.O.C., Casablanca Zuschauer: 600 Schiedsrichter: Adrien Descottes (Frankreich) |

| 7. Juli 2018 15:00 EAT | Kenia          | 38 : 22 | Uganda | RFUEA Ground, Nairobi Zuschauer: 3200 Schiedsrichter: Quinton Immelman (Südafrika) |
| 7. Juli 2018 15:00 EAT | (28:5) Bericht |         |        | RFUEA Ground, Nairobi Zuschauer: 3200 Schiedsrichter: Quinton Immelman (Südafrika) |

| 7. Juli 2018 16:00 WAT | Tunesien      | 18 : 14 | Simbabwe | Stade Mustapha Ben Jannet, Monastir Zuschauer: 2000 Schiedsrichter: Jonathan Dufort (Frankreich) |
| 7. Juli 2018 16:00 WAT | (5:7) Bericht |         |          | Stade Mustapha Ben Jannet, Monastir Zuschauer: 2000 Schiedsrichter: Jonathan Dufort (Frankreich) |

| 4. August 2018 15:00 EAT | Uganda         | 67 : 12 | Tunesien | Kyadondo Rugby Football Club, Kampala Zuschauer: 4000 Schiedsrichter: Rasta Rasivhenge (Südafrika) |
| 4. August 2018 15:00 EAT | (25:5) Bericht |         |          | Kyadondo Rugby Football Club, Kampala Zuschauer: 4000 Schiedsrichter: Rasta Rasivhenge (Südafrika) |

| 4. August 2018 15:00 CAT | Simbabwe       | 28 : 58 | Namibia | Hartsfield, Bulawayo Zuschauer: 3500 Schiedsrichter: Egon Seconds (Südafrika) |
| 4. August 2018 15:00 CAT | (7:27) Bericht |         |         | Hartsfield, Bulawayo Zuschauer: 3500 Schiedsrichter: Egon Seconds (Südafrika) |

| 11. August 2018 16:00 EAT | Uganda         | 47 : 29 | Marokko | Kyadondo Rugby Football Club, Kampala Zuschauer: 2000 Schiedsrichter: Rasta Rasivhenge (Südafrika) |
| 11. August 2018 16:00 EAT | (30:7) Bericht |         |         | Kyadondo Rugby Football Club, Kampala Zuschauer: 2000 Schiedsrichter: Rasta Rasivhenge (Südafrika) |

| 11. August 2018 14:00 EAT | Kenia          | 67 : 0 | Tunesien | RFUEA Ground, Nairobi Zuschauer: 7000 Schiedsrichter: Julien Castaignède (Frankreich) |
| 11. August 2018 14:00 EAT | (40:0) Bericht |        |          | RFUEA Ground, Nairobi Zuschauer: 7000 Schiedsrichter: Julien Castaignède (Frankreich) |

| 18. August 2018 17:00 WAT | Tunesien        | 36 : 13 | Marokko | Stade Mustapha Ben Jannet, Monastir Zuschauer: 2000 Schiedsrichter: Thomas Charrabas (Frankreich) |
| 18. August 2018 17:00 WAT | (17:13) Bericht |         |         | Stade Mustapha Ben Jannet, Monastir Zuschauer: 2000 Schiedsrichter: Thomas Charrabas (Frankreich) |

| 18. August 2018 16:00 CAT | Namibia         | 53 : 28 | Kenia | Hage-Geingob-Stadion, Windhoek Zuschauer: 5000 Schiedsrichter: Egon Seconds (Südafrika) |
| 18. August 2018 16:00 CAT | (17:13) Bericht |         |       | Hage-Geingob-Stadion, Windhoek Zuschauer: 5000 Schiedsrichter: Egon Seconds (Südafrika) |

| 18. August 2018 15:00 EAT | Uganda          | 18 : 38 | Simbabwe | Kyadondo Rugby Football Club, Kampala Zuschauer: 3000 Schiedsrichter: Cwengile Jadezweni (Südafrika) |
| 18. August 2018 15:00 EAT | (10:19) Bericht |         |          | Kyadondo Rugby Football Club, Kampala Zuschauer: 3000 Schiedsrichter: Cwengile Jadezweni (Südafrika) |

## Silver Cup
Für einen Sieg gab es vier Punkte, für ein Unentschieden zwei Punkte, bei einer Niederlage null Punkte. Je einen Bonuspunkt gab es für das Erzielen von vier Versuchen oder bei einer Niederlage mit sieben oder weniger Spielpunkten Unterschied.

### Gruppe Nord
|    | Land           | Spiele | Siege | Unent. | Ndlg. | Spiel- punkte | Diff. | Bonus- punkte | Tabellen- punkte |
| -- | -------------- | ------ | ----- | ------ | ----- | ------------- | ----- | ------------- | ---------------- |
| 1. | Algerien       | 2      | 2     | 0      | 0     | 45:31         | + 14  | 2             | 10               |
| 2. | Elfenbeinküste | 2      | 1     | 0      | 1     | 38:44         | − 6   | 0             | 4                |
| 3. | Senegal        | 2      | 0     | 0      | 2     | 39:47         | − 8   | 2             | 2                |

| 8. Juli 2018 | Algerien | 22 : 18 | Senegal | Stade Alain Coulon, Toulouse |
| 8. Juli 2018 |          |         |         | Stade Alain Coulon, Toulouse |

| 11. Juli 2018 | Elfenbeinküste | 25 : 21 | Senegal | Stade Alain Coulon, Toulouse |
| 11. Juli 2018 |                |         |         | Stade Alain Coulon, Toulouse |

| 14. Juli 2018 | Algerien | 23 : 13 | Elfenbeinküste | Stade Alain Coulon, Toulouse |
| 14. Juli 2018 |          |         |                | Stade Alain Coulon, Toulouse |

### Gruppe Süd
|    | Land       | Spiele | Siege | Unent. | Ndlg. | Spiel- punkte | Diff. | Bonus- punkte | Tabellen- punkte |
| -- | ---------- | ------ | ----- | ------ | ----- | ------------- | ----- | ------------- | ---------------- |
| 1. | Sambia     | 2      | 2     | 0      | 0     | 63:42         | + 21  | 1             | 9                |
| 2. | Madagaskar | 2      | 1     | 0      | 1     | 93:49         | + 44  | 3             | 7                |
| 3. | Botswana   | 2      | 0     | 0      | 2     | 31:96         | − 65  | 0             | 0                |

| 8. Juli 2018 | Sambia | 32 : 13 | Botswana | Mufulira Rugby Ground, Mufulira |
| 8. Juli 2018 |        |         |          | Mufulira Rugby Ground, Mufulira |

| 11. Juli 2018 | Botswana | 18 : 64 | Madagaskar | Mufulira Rugby Ground, Mufulira |
| 11. Juli 2018 |          |         |            | Mufulira Rugby Ground, Mufulira |

| 14. Juli 2018 | Madagaskar | 29 : 31 | Sambia | Mufulira Rugby Ground, Mufulira |
| 14. Juli 2018 |            |         |        | Mufulira Rugby Ground, Mufulira |

### Finale
| 20. Oktober 2018 | Sambia | 0 : 31 | Algerien | Mufulira Rugby Ground, Mufulira |
| 20. Oktober 2018 |        |        |          | Mufulira Rugby Ground, Mufulira |

## Bronze Cup
Halbfinale
| 9. Mai 2018 | Ghana | 57 : 0 | Ruanda | Nduom Sports Stadium, Elmina |
| 9. Mai 2018 |       |        |        | Nduom Sports Stadium, Elmina |

| 9. Mai 2018 | Mauritius | 49 : 16 | Lesotho | Nduom Sports Stadium, Elmina |
| 9. Mai 2018 |           |         |         | Nduom Sports Stadium, Elmina |

Spiel um Platz 3
| 12. Mai 2018 | Ruanda | 32 : 22 | Lesotho | Nduom Sports Stadium, Elmina |
| 12. Mai 2018 |        |         |         | Nduom Sports Stadium, Elmina |

Finale
| 12. Mai 2018 | Ghana | 23 : 17 | Mauritius | Nduom Sports Stadium, Elmina |
| 12. Mai 2018 |       |         |           | Nduom Sports Stadium, Elmina |